# Bérangère Couillard
Pour les articles homonymes, voir Couillard.
 (mars 2025).
Il peut être nécessaire de l'améliorer pour respecter le principe de neutralité de point de vue. Veuillez consulter la page de discussion pour plus de détails.

Bérangère Couillard, née le 24 juillet 1986 à Rennes (Ille-et-Vilaine), est une femme politique française.
Membre de La République en marche, elle est élue députée dans la septième circonscription de la Gironde lors des élections législatives de 2017, réélue en 2022 et battue face à Sébastien Saint-Pasteur en 2024.
En juillet 2022, elle est nommée secrétaire d'État auprès du ministre de la Transition écologique et de la Cohésion des territoires, chargée de l'Écologie, dans le gouvernement Élisabeth Borne. En juillet 2023, elle est nommée ministre déléguée chargée de l'Égalité entre les femmes et les hommes et de la Lutte contre les discriminations.
En février 2024, elle n'est pas renouvelée dans le gouvernement Gabriel Attal et retrouve son siège de députée de la circonscription de Pessac jusqu'à la dissolution de l'Assemblée nationale le 9 juin 2024.
Elle est nommée présidente du Haut Conseil à l'Égalité le 16 juillet 2024.

## Biographie

### Jeunesse et formation
Elle étudie le commerce à l'Institut d'administration des entreprises à Rennes.

### Carrière professionnelle
Elle travaille dans le secteur agroalimentaire de 2011 à 2016 avant de rejoindre la marque de vêtements IKKS,.

## Parcours politique
Bérangère Couillard se définit comme ayant des idées sociales-démocrates et dit avoir été influencée par Michel Rocard.
Elle s'engage auprès d'Emmanuel Macron après avoir entendu son appel à féminiser les rangs d'En marche.

## Députée
Le 11 mai 2017, elle est investie par le parti aux élections législatives dans la septième circonscription de la Gironde, qu'elle remporte, au second tour, par 55,70 % des suffrages exprimés, face au candidat du PS, Bernard Garrigou.
Députée de la XVe législature, elle intègre la commission du Développement durable et de l'Aménagement du territoire.
Elle est élue secrétaire de l'Assemblée nationale en octobre 2019, puis nommée en octobre 2020 porte-parole du groupe La République en marche.
Elle est l'auteur d'une proposition de loi « visant à protéger les victimes de violences conjugales »,,, adoptée en juillet 2019 et d'une autre « visant à instaurer la parité dans les mandats électoraux »,. Après les accusations de viols contre Damien Abad, l'association Observatoire des violences sexistes et sexuelles en politique affirme avoir transmis un signalement à la députée, qui dément formellement.
Candidate aux élections départementales de 2021 dans le canton de Pessac-2, elle est battue, au second tour, par le binôme d'union de la gauche et des écologistes avec 42,29 % des suffrages exprimés. Candidate à sa réélection pour les élections législatives de 2022, elle l'emporte à nouveau et le journal Le Monde révèle que son équipe parlementaire a instrumentalisé son article Wikipédia comme de nombreux autres députés. Candidate de nouveau dans sa circonscription aux élections législatives anticipées de 2024, elle se qualifie pour le second tour en deuxième position avec 33,12% des voix, dans le cadre d'une triangulaire sans désistement qui l'opposera au PS-NFP, et premier arrivé, Sébastien Saint-Pasteur (38,5%) et à la RN Clémence Naveys-Dumas (22,43%).

### Fonctions au sein de La République en marche/ Renaissance
Elle est nommée référente à l'égalité entre les femmes et les hommes au sein du mouvement puis relais égalité femmes-hommes durant la campagne de l'élection présidentielle de 2022. À ce titre, elle est chargée d'effectuer des propositions visant à améliorer l'égalité entre les femmes et les hommes,.
Elle fut Secrétaire Générale déléguée du Parti Renaissance de 2022 à 2025.

## Membre du Gouvernement

### Secrétaire d'État chargée de l'Écologie
Le 4 juillet 2022, elle est nommée secrétaire d'État auprès du ministre de la Transition écologique et de la Cohésion des territoires, chargée de l'Écologie, dans le gouvernement Élisabeth Borne. Son portefeuille comprend l'eau, la biodiversité et l'économie circulaire.
Le 9 janvier 2023, elle annonce le plan sécurité à la chasse. Parmi les quatorze mesures annoncées figurent l'interdiction de la chasse sous l'emprise de l'alcool et le lancement d'une application mobile pour connaître les zones chassées,. Par le refus d'instaurer un jour non-chassé par semaine, ce plan suscite le mécontentement d'Allain Bougrain-Dubourg, président de la Ligue pour la protection des oiseaux (LPO),.

### Ministre déléguée chargée de l'Égalité entre les femmes et les hommes et de la Lutte contre les discriminations
Peu après sa nomination, elle se rend aux côtés de Dominique Faure à Chenevelles pour la première Marche des fiertés Rurales, et annonce un investissement de dix millions d’euros sur quatre ans pour lutter contre les discriminations LGBT partout sur le territoire, dont trois millions dès cette année pour la création de dix nouveaux centres d'accueil.
En matière de lutte contre les violences, elle déploie avec la Caisse d'allocations familiales (France) une aide d'urgence pour aider la victime à quitter le domicile dans lequel elle subit des violences.
En février 2024 pour une question d'équilibre plus à droite au sein du nouveau gouvernement Attal, elle n'est pas reconduite et doit laisser son ministère de déléguée chargée de l'Égalité entre les femmes et les hommes et de la Lutte contre les discriminations à Aurore Bergé, ancienne de LR ayant rejoint LREM en 2017. Bérangère Couillard retrouve son siège de députée de la circonscription de Pessac (Gironde)  à l'Assemblée nationale.
Redevenue députée, après un passage au sein du gouvernement, elle se représente dans la 7e circonscription de la Gironde. À la suite de la dissolution de juin 2024. Devancée au premier tour par le socialiste Sébastien Saint-Pasteur, elle est battue au second tour avec 33,85% des suffrages, contre 43,82% à son adversaire et 22,3% pour la candidate RN.

## Haut Conseil à l'Égalité
À la suite de son échec aux élections législatives, elle est nommée le 16 juillet 2024 en conseil des ministres à la présidence du Haut Conseil à l'égalité entre les femmes et les hommes (HCE), en remplacement de Sylvie Pierre-Brossolette écartée de son poste « dans l’intérêt des services ».
Elle fait sa rentrée politique lors d'une entrevue auprès de Ouest-France, faire de sa priorité la santé mentale des femmes et leur exposition au burn-out et confirme que les rapports restés inachevés seront poursuivis[pertinence contestée].
Fin janvier 2025, Bérangère Couillard présente son premier rapport en tant que présidente. Elle met en avant la montée du sexisme notamment chez les jeunes en cause, la montée du conservatisme et du populisme partout à travers la planète. Son rapport déplore une polarisation entre les femmes et les hommes. Le procès des viols de Mazan met en évidence une certaine prise de conscience. Le rapport du Haut Conseil à l'Égalité précise en outre que les trois quarts des français sont favorables à une action de prévention nationale et à l'élaboration d'un programme à l'école pour comprendre la sexualité et prévenir les violences de genre,,,. Le 28 janvier 2025, elle remet officiellement son premier rapport auprès du Premier ministre, François Bayrou.
Une enquête de Mediapart publiée fin janvier 2025 décrit comment le Haut Conseil à l’égalité s’enlise dans la crise depuis l'arrivée à sa tête de Bérangère Couillard. Le site d'investigation met notamment en cause des notes de frais, le recrutement de proches et un pouvoir centralisé. Des alertes internes font état de « problèmes fonctionnels ainsi que relationnels graves ». 
Elle répond dans le même article que les notes de frais sont liés à l'hébergement pendant sa grossesse et qu'en ce qui concerne le transport, une prise en charge d’un billet aller-retour domicile-travail chaque semaine avait été prévue avant sa nomination. Elle se dit « profondément indignée » des attaques à l'encontre du personnel du HCE et ajoute « En arrivant, j’ai hérité d’une situation sociale difficile et d’une contestation liée à ma nomination. Malgré ce contexte, nous avons réussi à mettre en place de nouvelles méthodes de travail. La situation s’est progressivement rétablie pour ne plus rencontrer aucune difficulté de management à ce jour ».

## Synthèse des mandats et fonctions
À l'échelle Gouvernementale
- Secrétaire d'état chargée de l'écologie (2022-2023)
- Ministre déléguée chargée de l'égalité entre les femmes et les hommes (2023-2024)

À l'échelle nationale
- Députée de la septième circonscription de Gironde (2017-2024)
- Secrétaire générale du parti Renaissance (2022-2025)
- Présidente du Haut Conseil à l'Égalité (depuis 2024)